# DSLWP-B
DSLWP B, Longjiang-2, LO-94 oder Lunar OSCAR 94 war ein chinesischer Forschungssatellit und Amateurfunksatellit. Er wurde von der Chinesischen Akademie für Weltraumtechnologie gemeinsam mit der Polytechnischen Universität Harbin (HIT) entwickelt und gebaut. Der Satellit war von Mai 2018 bis Juli 2019 in Betrieb.

## Zweck und Aufbau
Nachdem das Jet Propulsion Laboratory 2013 mit seinem „Interplanetary Nano-Spacecraft Pathfinder in Relevant Environment“ (INSPIRE) vorgeschlagen hatte, Mikrosatelliten nicht nur in der Erdumlaufbahn, sondern auch für Tiefraummissionen zu verwenden, hatte man sich auch in China ähnliches überlegt. Da auf der Changzheng-4C-Trägerrakete, die den Relaissatelliten für die Chang’e-4-Mission ins Weltall befördern sollte, noch Platz für zusätzliche Nutzlasten war, lag es nahe, die Gelegenheit für ein derartiges Mikrosatelliten-Experiment zu nutzen. Hierbei ging es zunächst darum, ob es überhaupt möglich war, mit geringem Kapitaleinsatz tiefraumfähige Sonden herzustellen und zu steuern.
DSLWP war eine Mondflugmission für niederfrequente Radioastronomie, Amateurfunk und Ausbildung, bestehend aus den Mikrosatelliten DSLWP-A und B. DSLWP steht hier für Discovering the Sky at Longest Wavelengths Pathfinder. Es war geplant, dass DSLWP-B mit seinem Zwillingssatelliten DSLWP-A in Formation fliegt und der Validierung von Technologien für die niederfrequente Radioastronomie dient. Im Einzelnen sollte hierbei die Kommunikation zwischen den beiden Satelliten, die Messung der Entfernung, die sie voneinander hatten sowie die Synchronisierung ihrer Borduhren erprobt werden, also Dinge, die für die von den Satelliten zu betreibende Very Long Baseline Interferometry von essentieller Bedeutung sind, dazu noch das Halten einer Flugformation in der ständig wechselnden Schwerkraft, die im Erde-Mond-System abhängig von der Position auf der Umlaufbahn herrscht.

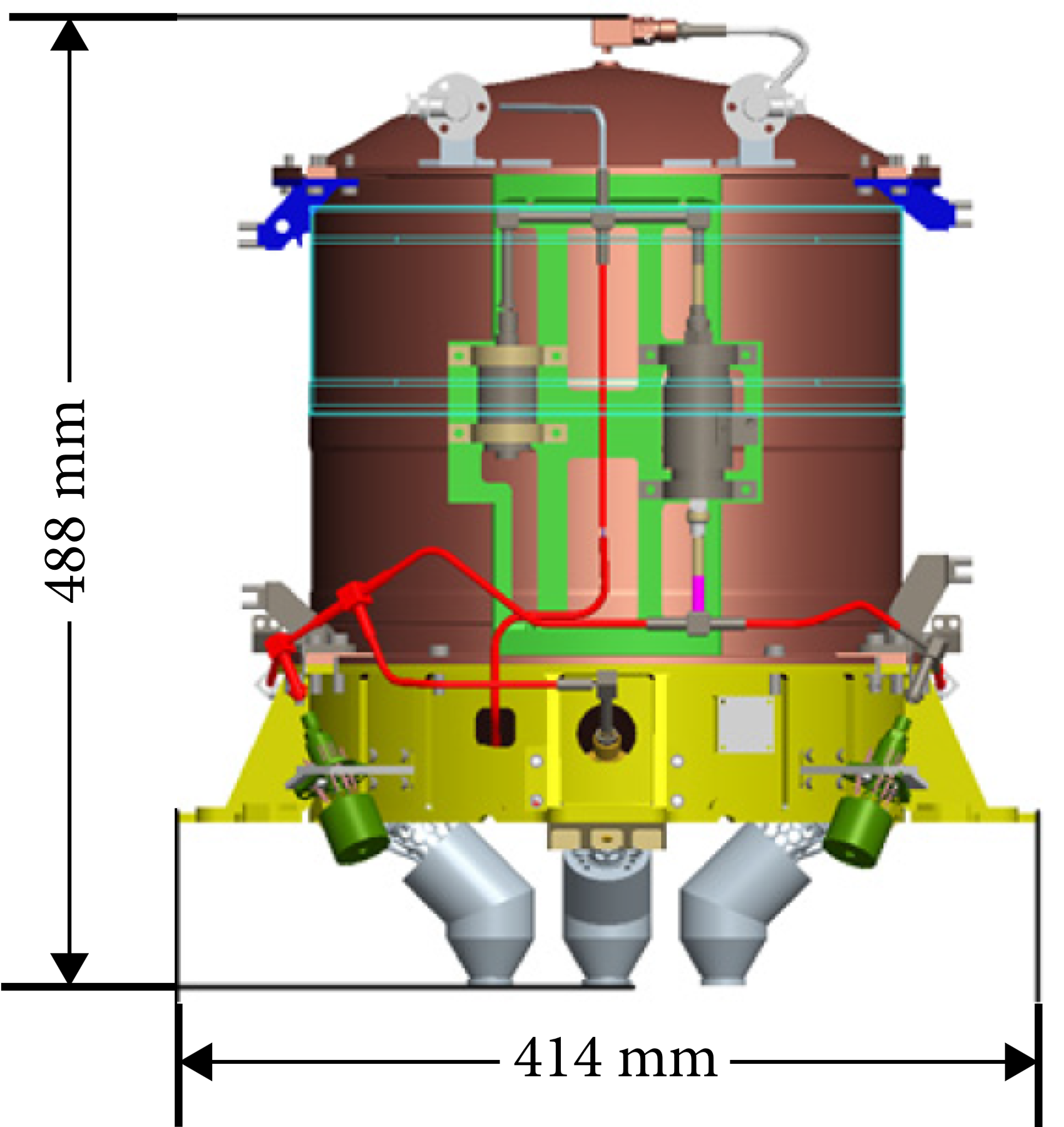
Antriebssystem

Der Satellitenbus war bei DSLWP-A und B identisch. Es handelte sich um eine Sonderanfertigung der Chinesischen Akademie für Weltraumtechnologie (CAST), bei der das feststehende Solarmodul und die Nutzlasten rund um ein vom Institut 502 der CAST entwickeltes, zylinderförmiges Antriebssystem gruppiert waren. Im Tank des insgesamt 47 kg schweren Satelliten wurden 16 kg des monergolen Treibstoffs Hydrazin mitgeführt (das Antriebssystem an sich besaß eine Trockenmasse von 7,1 kg). DSLWP-B besaß vier Bahnkorrekturtriebwerke von 5 N und vier Lageregelungstriebwerke von 0,2 N Schubkraft.
Die Hauptnutzlast des Satelliten war ein vom Nationalen Zentrum für Weltraumwissenschaften der Chinesischen Akademie der Wissenschaften entwickelter und gebauter Langwellendetektor mit zwei, auf der Ober- bzw. Unterseite des Satelliten seitlich neben dem fassförmigen Antriebssystem angeordneten Tripolantennen, ähnlich derjenigen auf der Rückseite des Relaissatelliten, dazu noch die aus Gewichtsersparnisgründen sehr einfach Elektronik für die Zwischenspeicherung der Daten und eine kleine Parabolantenne für die Übertragung besagter Daten an die hierfür eingeteilten Bodenstationen der Akademie der Wissenschaften in Kunming und Miyun bei Peking. Der UHF-Sender für die Funkamateure hatte eine Leistung von 33 dBm (2 W). Zwei Antennen linearer Polarisation waren 90° versetzt und senkrecht zur Flugrichtung angebracht. Der Satellit war dreiachsig stabilisiert. An Bord des Satelliten befand sich auch eine kleine optische Kamera, die von der saudi-arabischen Forschungsorganisation König-Abdulaziz-Stadt für Wissenschaft und Technologie (KACST) entwickelt worden war.

## Missionsverlauf
Der Satellit wurde am 20. Mai 2018 um 21:28 UTC mit einer mit einer Trägerrakete vom Typ Langer Marsch 4C zusammen mit der Hauptnutzlast, dem Relaissatelliten Elsternbrücke, und seinem Zwillingssatelliten DSLWP-A vom Kosmodrom Xichang in Sichuan gestartet. Nachdem sich zuerst der Relaissatellit von der Trägerrakete gelöst und die Reise zum Mond angetreten hatte, trennten sich einer nach dem anderen auch die beiden Mikrosatelliten von der Rakete und schwenkten in einen langgestreckten Transferorbit von 203 × 388.650 km ein.
Am 23. Mai 2018 um 12:20 Uhr UTC führte DSLWP-B mit seinen vier 5-N-Triebwerken ein erstes Bahnkorrekturmanöver durch, ein weiteres erfolgte am 24. Mai um 13:30 Uhr UTC. Dieses zweite Bahnkorrekturmanöver gelang bei DSLWP-A nicht. DSLWP-B erreichte am 25. Mai 2018 um 14:08 Uhr UTC plangemäß eine um 40,3° zum Mondäquator geneigte Mondumlaufbahn von 350 × 13.700 km. Die Umlaufzeit betrug 20,5 Stunden.
Da das Satellitenkontrollzentrum Xi’an bzw. das Raumfahrtkontrollzentrum Peking neben den beiden Mikrosatelliten auch den Relaissatelliten Elsternbrücke zu betreuen hatten, der absolute Priorität hatte, standen für erstere nur begrenzte Ressourcen zur Verfügung. Während des Transferorbits zum Mond wurden DSLWP-A und DSLWP-B von den Bodenstationen in Santiago de Chile, Swakopmund und Qingdao sowie den Tiefraumstationen Kaschgar und Giyamusi überwacht und gesteuert. Nachdem bei DSLWP-A das Bremsmanöver zum Einschwenken in die Mondumlaufbahn gescheitert war,
wurde der übriggebliebene Mikrosatellit für den Rest der Missionsdauer von Qingdao, Kaschgar und Swakopmund betreut, wobei angesichts der anderen Aufgaben, die diese Stationen zu erledigen hatten – die Volksbefreiungsarmee hat eine Vielzahl von Kommunikations- und Aufklärungssatelliten im Orbit – bei DSLWP-B pro Tag jeweils drei bis vier Stunden Bahnverfolgung durch zwei der drei zugeteilten Stationen möglich war.
Eines der Probleme bei der Lagestabilisierung von Satelliten durch Reaktionsräder ist, dass diese – im Falle von DSLWP-B alle ein bis zwei Tage – entsättigt werden müssen, um den aufgespeicherten Drehimpuls wieder auf Null zu reduzieren. Da der Mond kein Magnetfeld mehr besitzt, musste der Satellit mittels seiner vier 0,2-N-Triebwerke „festgehalten“ werden, um dies zu bewerkstelligen, was ihm aber andererseits zusätzliche Geschwindigkeit verlieh. Zusammen mit anderen Faktoren wie dem Strahlungsdruck des Sonnenlichts auf das 0,33 m² große Solarmodul des Satelliten wenn er sich außerhalb des Mondschattens befand, gestaltete dies die Bahnberechnung und -steuerung schwierig. Anders als bei den regulären Sonden des Mondprogramms wurde für DSLWP-B keine VLBI-Überwachung durch das Chinesische Tiefraum-Netzwerk genehmigt
und es stand nur die Unified-S-Band-Technologie zur Messung von Entfernung und Geschwindigkeit des Satelliten zur Verfügung. Mittels ausgeklügelter mathematischer Methoden gelang es jedoch, DSLWP-B während der gesamten Mission korrekt im Orbit zu halten.
DSLWP-B wurde von mindestens 42 Funkamateuren weltweit empfangen (Stand 29. Juli 2018). Er übertraf die vorgesehene einjährige Missionsdauer und stürzte schließlich am 31. Juli 2019 um 16:20 Uhr MESZ auf die erdabgewandte Mondseite, etwa 300 km nördlich der Stelle, wo der Lunar Orbiter 1 der NASA am 29. Oktober 1966 aufgeschlagen war.

## Betrieb und Auswirkungen

### Mikrokamera
Das optische Monderkundungsgerät der König-Abdulaziz-Stadt für Wissenschaft und Technologie, im Prinzip eine kleine Digitalkamera, brachte nach Einschätzung der Verantwortlichen des Mondprogramms der Volksrepublik China einen großen politischen Erfolg. Mit der Kamera wurden insgesamt 30 Aufnahmen gemacht, und insbesondere die Fotos des Mare Imbrium, bei denen im Hintergrund die Erde mit dem Persischen Golf, dem Roten Meer und der Arabische Halbinsel zu sehen ist – „der Hilal wacht über das Königreich“ – sorgten im Mittleren Osten für großes Aufsehen. Damit wurde zum einen die chinesische Marinebasis in Dschibuti und die diversen Bauprojekte im Rahmen der Neuen Seidenstraße medial unterstützt, zum anderen wurde die Grundlage für weitere gemeinsame Raumfahrtprojekte mit Saudi-Arabien geschaffen, ein sehr finanzkräftiger Staat, der auf diesem Sektor bislang primär mit der amerikanischen Stanford University zusammenarbeitet.
Am 12. Juni 2019 gaben das Büro für bemannte Raumfahrt bei der Abteilung für Waffenentwicklung der Zentralen Militärkommission und das Büro der Vereinten Nationen für Weltraumfragen bekannt, dass ein vom Nationalen Zentrum für Nanotechnologie und dem Nationalen Zentrum für Materialwissenschaft – beide arbeiten unter dem Dach der König-Abdulaziz-Stadt für Wissenschaft und Technologie – gemeinsam eingereichtes Projekt zur Entwicklung von Galliumarsenid-Solarzellen für Weltraumanwendungen vorläufig für den Einsatz auf der geplanten modularen Raumstation Chinas angenommen wurde.

### Datenempfang und Völkerverständigung
Unterhalb der Regierungsebene hatte die Entwicklergruppe vom Institut für Satellitentechnologie an der Fakultät für Raumfahrttechnik der Polytechnischen Universität Harbin (哈尔滨工业大学航天学院卫星技术研究所) unter der Leitung von Wei Mingchuan (魏明川, *1991) Kontakte zu etwa 40 universitären Bodenstationen auf der ganzen Welt geknüpft, zum Beispiel nach Wakayama in Japan und zum Dwingeloo-Radioteleskop in den Niederlanden, um Nutzlast-Daten zu empfangen. Zum Vergleich: das offizielle Tiefraumnetzwerk der Volksbefreiungsarmee kommt im Regelbetrieb mit drei über den Planeten verteilten Stationen aus.
Außerdem hatten die Studenten in Harbin eine einfache Kamera auf den Satelliten montiert, die von Funkamateuren angesteuert werden konnte, um damit Fotos vom Mond und der Erde zu machen. Eines dieser Fotos wurde am 15. Februar 2019 in der amerikanischen Zeitschrift „Science“ veröffentlicht.
Während der Zeiträume, zu denen der Satellit von China aus nicht sichtbar war, hielten Funkstationen in anderen Erdteilen den Funkkontakt aufrecht. Hieran war auch der deutsche Funkamateur Reinhard Kühn aus Sörup beteiligt. Als Reinhard Kühn während der Sonnenfinsternis vom 2. Juli 2019 Kommandos an DSLWP übermittelte, fügte er eine Sequenz zum Download eines Fotos hinzu, das die Finsternis über dem Pazifik vor Chile zeigt. Das entstandene Bild wurde u. a. vom Radioteleskop im niederländischen Dwingeloo empfangen.

### Offizielle Bewertung
Gemessen an den ursprünglichen Zielsetzungen war die DSLWP-Mission nur ein bedingter Erfolg. Nur einer von zwei Low-Cost-Satelliten konnte in eine Mondumlaufbahn gebracht und die für Langbasisinterferometrie notwendigen Techniken konnten nicht erprobt werden. Dennoch bewerteten die Verantwortlichen des Mondprogramms der Volksrepublik China das Experiment positiv. DSLWP-B war weltweit der erste Mikrosatellit, der selbstständig in einen Erde-Mond-Transferorbit einschwenkte, in Mondnähe Bahnkorrekturmanöver durchführte und so eine Umlaufbahn um den Mond erreichte. Dies war zumindest ein Ansatz für Tiefraummissionen mit geringem Kapitaleinsatz.

## Frequenzen
- 435,4 MHz Downlink – 250/500 bps – GMSK/JT4G
- 436,4 MHz Downlink – 250/500 bps – GMSK/JT4G (Amateurfunkfrequenzen im 70-cm-Band durch IARU koordiniert)[24]
- 2,27522 GHz Downlink – 250/500 bps – GMSK/JT4G
- VHF Uplink (genaue Frequenz(en) nicht veröffentlicht)